# 赫艾恩厄德
赫艾恩厄德（发音：[høːˈaɪ̯nˈøːt]）是德国莱茵兰-普法尔茨州的一个市镇。总面积10.87平方公里，总人口1198人，其中男性587人，女性611人（2011年12月31日），人口密度110人/平方公里。